# Anh trai "say hi" (mùa 2)
Mùa thứ hai của chương trình Anh trai "say hi" được phát sóng trên kênh truyền hình HTV2 - Vie Channel, ON Vie Giải Trí và ứng dụng VieON từ tháng 9 năm 2025. Chủ đề chính của mùa này là Core Force.

## Danh sách "anh trai"
Danh sách dưới đây bao gồm tất cả 30 nghệ sĩ tham gia trong mùa thứ hai của chương trình, được công bố chính thức vào ngày 12 tháng 8 năm 2025. Các "anh trai" này là những nam nghệ sĩ trẻ hoạt động trong nhiều lĩnh vực nghệ thuật khác nhau, với độ tuổi chủ yếu dưới 30.
Trong số này, Negav và Phạm Đình Thái Ngân là hai nghệ sĩ từng tham gia mùa đầu tiên của Anh trai "say hi" và trở lại ở mùa hai. Vũ Cát Tường là một trường hợp đặc biệt khi không phải là nam giới nhưng lại góp mặt trong một chương trình vốn dành cho nam.
| Anh trai            | Nghề nghiệp          | Năm sinh | Kết quả chung cuộc |
| ------------------- | -------------------- | -------- | ------------------ |
| Ngô Kiến Huy        | Ca sĩ/Diễn viên      | 1988     |                    |
| Karik               | Rapper               | 1989     |                    |
| BigDaddy            | Rapper               | 1991     |                    |
| Vũ Cát Tường        | Ca sĩ/Nhạc sĩ        | 1992     |                    |
| Bùi Duy Ngọc        | Ca sĩ                | 1993     |                    |
| Phạm Đình Thái Ngân | Ca sĩ                | 1993     |                    |
| B Ray               | Rapper               | 1993     |                    |
| Lohan               | Ca sĩ                | 1994     |                    |
| Nhâm Phương Nam     | Ca sĩ/Người mẫu      | 1994     |                    |
| Vương Bình          | Ca sĩ                | 1996     |                    |
| Hustlang Robber     | Rapper               | 1996     |                    |
| Hải Nam             | Diễn viên            | 1996     |                    |
| Cody Nam Võ         | Ca sĩ                | 1996     |                    |
| Phúc Du             | Rapper               | 1996     |                    |
| Jey B               | Ca sĩ                | 1997     |                    |
| Otis                | Diễn viên            | 1997     |                    |
| OgeNus              | Ca sĩ/Nhạc sĩ/Rapper | 1997     |                    |
| Gill                | Rapper               | 1999     |                    |
| buitruonglinh       | Ca sĩ/Nhạc sĩ        | 1999     |                    |
| Khoi Vu             | Ca sĩ/Nhạc sĩ        | 1999     |                    |
| Rio                 | Nhạc sĩ/Ca sĩ        | 1999     |                    |
| Mason Nguyễn        | Rapper               | 2000     |                    |
| Dillan Hoàng Phan   | Ca sĩ                | 2000     |                    |
| CongB               | Ca sĩ                | 2000     |                    |
| Negav               | Rapper/Ca sĩ         | 2001     |                    |
| Tez                 | Rapper               | 2001     |                    |
| Sơn.K               | Ca sĩ/Nhạc sĩ        | 2001     |                    |
| Jaysonlei           | Ca sĩ/Nhạc sĩ        | 2003     |                    |
| Ryn Lee             | Ca sĩ                | 2003     |                    |
| Đỗ Nam Sơn          | Ca sĩ                | 2007     |                    |

Chú giải màu sắc

## Thứ tự bị loại
| Anh trai ╲ Vòng     | Live Stage 1  | Live Stage 1 | Live Stage 1                          | Live Stage 1 | Live Stage 2 | Live Stage 2 | Live Stage 3 | Live Stage 3 | Live Stage 4 | Live Stage 4 | Chung kết | Chung kết |
| Anh trai ╲ Vòng     | Đấu Liên quân | Đấu Nhóm     | Tổng điểm cá nhân (Bình chọn cá nhân) | #            | Điểm cá nhân | #            | Điểm cá nhân | #            | Điểm cá nhân | #            | Số phiếu  | Kết quả   |
| ------------------- | ------------- | ------------ | ------------------------------------- | ------------ | ------------ | ------------ | ------------ | ------------ | ------------ | ------------ | --------- | --------- |
| Ngô Kiến Huy        |               |              |                                       |              |              |              |              |              |              |              |           |           |
| Karik               |               |              |                                       |              |              |              |              |              |              |              |           |           |
| BigDaddy            |               |              |                                       |              |              |              |              |              |              |              |           |           |
| Vũ Cát Tường        |               |              |                                       |              |              |              |              |              |              |              |           |           |
| B Ray               |               |              |                                       |              |              |              |              |              |              |              |           |           |
| Phạm Đình Thái Ngân |               |              |                                       |              |              |              |              |              |              |              |           |           |
| Bùi Duy Ngọc        |               |              |                                       |              |              |              |              |              |              |              |           |           |
| Nhâm Phương Nam     |               |              |                                       |              |              |              |              |              |              |              |           |           |
| Lohan               |               |              |                                       |              |              |              |              |              |              |              |           |           |
| Cody Nam Võ         |               |              |                                       |              |              |              |              |              |              |              |           |           |
| Vương Bình          |               |              |                                       |              |              |              |              |              |              |              |           |           |
| Phúc Du             |               |              |                                       |              |              |              |              |              |              |              |           |           |
| Hustlang Robber     |               |              |                                       |              |              |              |              |              |              |              |           |           |
| Hải Nam             |               |              |                                       |              |              |              |              |              |              |              |           |           |
| OgeNus              |               |              |                                       |              |              |              |              |              |              |              |           |           |
| Otis                |               |              |                                       |              |              |              |              |              |              |              |           |           |
| Jey B               |               |              |                                       |              |              |              |              |              |              |              |           |           |
| Khoi Vu             |               |              |                                       |              |              |              |              |              |              |              |           |           |
| buitruonglinh       |               |              |                                       |              |              |              |              |              |              |              |           |           |
| Rio                 |               |              |                                       |              |              |              |              |              |              |              |           |           |
| Gill                |               |              |                                       |              |              |              |              |              |              |              |           |           |
| Mason Nguyễn        |               |              |                                       |              |              |              |              |              |              |              |           |           |
| CongB               |               |              |                                       |              |              |              |              |              |              |              |           |           |
| Dilon Hoàng Phan    |               |              |                                       |              |              |              |              |              |              |              |           |           |
| Negav               |               |              |                                       |              |              |              |              |              |              |              |           |           |
| Tez                 |               |              |                                       |              |              |              |              |              |              |              |           |           |
| Sơn.K               |               |              |                                       |              |              |              |              |              |              |              |           |           |
| Ryn Lee             |               |              |                                       |              |              |              |              |              |              |              |           |           |
| Jaysonlei           |               |              |                                       |              |              |              |              |              |              |              |           |           |
| Đỗ Nam Sơn          |               |              |                                       |              |              |              |              |              |              |              |           |           |

- Anh trai giành chiến thắng chung cuộc.
- Anh trai nằm trong top 10 chung cuộc.
- Anh trai nằm trong top 16 chung cuộc.
- Anh trai có số điểm cao nhất vòng trình diễn, hoặc nằm trong nhóm an toàn ở bất kì vòng trình diễn nào.
- Anh trai nằm trong nhóm được công bố kết quả cuối cùng của vòng trình diễn nhưng an toàn nhờ điểm số cá nhân.
- Anh trai nằm trong nhóm nguy hiểm và bị loại vì có điểm số cá nhân thấp nhất.
- Anh trai nằm trong nhóm bị loại nhưng được hồi sinh nhờ bình chọn của các anh trai.
- Anh trai không tham gia vòng thi do bị loại.

## Tranh cãi

### Sự tham gia của Vũ Cát Tường
Ngay sau khi Vũ Cát Tường được công bố là một trong 30 nghệ sĩ tham gia Anh trai "say hi", trên mạng xã hội đã xuất hiện một số ý kiến thắc mắc về quyết định này của đơn vị sản xuất. Một bộ phận người hâm mộ cho rằng việc mời một nghệ sĩ nữ tham gia vào một chương trình vốn dành cho nghệ sĩ nam là không phù hợp, đồng thời so sánh với trường hợp của Hà Kino, Gil Lê hay Tiên Tiên – cả ba nghệ sĩ đều từng công khai mình là người đồng tính nữ nhưng vẫn được tham gia các chương trình dành riêng cho nữ như Chị đẹp đạp gió rẽ sóng và Em xinh "say hi". Nhiều ý kiến cũng lo ngại điều này sẽ gây khó khăn trong việc chia đội và phân công ca khúc ở các vòng thi. Ngược lại, cũng có quan điểm cho rằng sự xuất hiện của Tường sẽ mang lại màu sắc âm nhạc khác biệt cho chương trình và yếu tố giới tính không nên là vấn đề chính. Tuy nhiên, nhiều khán giả vẫn mong muốn ban tổ chức đưa ra lời giải thích rõ ràng về vấn đề này.